# Canton de Cazères
Pour les articles homonymes, voir Cazères (homonymie).
Le canton de Cazères est une circonscription électorale française située dans les arrondissements de Muret et Saint-Gaudens dans le département de la Haute-Garonne en région Occitanie.

## Histoire
Le canton de Cazères a été créé en 1801.
Un nouveau découpage territorial de la Haute-Garonne entre en vigueur à l'occasion des élections départementales de mars 2015, défini par le décret du 13 février 2014, en application des lois du 17 mai 2013 (loi organique 2013-402 et loi 2013-403). Les conseillers départementaux sont, à compter de ces élections, élus au scrutin majoritaire binominal mixte. Les électeurs de chaque canton élisent au Conseil départemental, nouvelle appellation du Conseil général, deux membres de sexe différent, qui se présentent en binôme de candidats. Les conseillers départementaux sont élus pour 6 ans au scrutin binominal majoritaire à deux tours, l'accès au second tour nécessitant 12,5 % des inscrits au 1er tour. En outre la totalité des conseillers départementaux est renouvelée. Ce nouveau mode de scrutin nécessite un redécoupage des cantons dont le nombre est divisé par deux avec arrondi à l'unité impaire supérieure si ce nombre n'est pas entier impair, assorti de conditions de seuils minimaux. Dans la Haute-Garonne, le nombre de cantons passe ainsi de 53 à 27. Le nombre de communes du canton de Cazères passe de 16 à 91.
Le nouveau canton de Cazères est formé de communes des anciens cantons de L'Isle-en-Dodon (24 communes), d'Aurignac (19 communes), de Rieumes (15 communes), de Cazères (16 communes), de Saint-Lys (2 communes), du Fousseret (14 communes) et de Muret (1 commune). Avec ce redécoupage administratif, le territoire du canton s'affranchit des limites d'arrondissements, avec 43 communes incluses dans l'arrondissement de Saint-Gaudens et 48 dans l'arrondissement de Muret. Le bureau centralisateur est situé à Cazères.

## Représentation

### Conseillers généraux de 1833 à 2015
| Période | Période          | Identité                   | Étiquette              | Qualité                                                                  |
| ------- | ---------------- | -------------------------- | ---------------------- | ------------------------------------------------------------------------ |
| 1833    | 1836             | Comte Joseph de Caffarelli |                        | Maire de Lavelanet-de-Comminges                                          |
| 1836    | 1880 (décès)     | Victor de Vise (1804-1880) | Bonapartiste           | Propriétaire, lieutenant de louveterie Maire de Couladère                |
| 1880    | 1886             | Louis Penent               | Républicain            | Maire de Cazères                                                         |
| 1886    | 1908 (décès)     | Henri Penent               | Républicain            | Propriétaire Maire de Cazères                                            |
| 1909    | 1922             | Frédéric Toigne            |                        | Médecin Maire de Cazères (1901-1919)                                     |
| 1922    | 1927 (décès)     | Henri Dulion               | Républicain            | Médecin, maire de Martres-Tolosane                                       |
| 1928    | 1940             | Paul Gouzy (1871-1960)     | SFIO                   | Marchand ambulant de tissu Maire de Cazères, conseiller d'arrondissement |
|         |                  |                            |                        |                                                                          |
| 1943    | 1945             | Marc Dufraisse             |                        | Maire de Boussens Nommé conseiller départemental en 1943                 |
|         |                  |                            |                        |                                                                          |
| 1945    | 1955             | Paul Gouzy                 | SFIO                   | Maire de Cazères                                                         |
| 1955    | 1979             | Jean Esterle               | SFIO puis PSU puis DVG | Professeur Maire de Cazères (1955-1989)                                  |
| 1979    | 2008 (démission) | Gaston Escudé              | PS                     | Physicien au CNRS Maire de Cazères de 1989 à 2008                        |
| 2008    | 2015             | Christian Sans             | PS                     | Enseignant retraité maire de Boussens                                    |

### Conseillers d'arrondissement (de 1833 à 1940)
| Période | Période | Identité                   | Étiquette                | Qualité |
| ------- | ------- | -------------------------- | ------------------------ | --- |
| 1833    | 1836    | Jean Bertrand Bellecour    |                          | Avocat à Martres, professeur de législation                                                                 |
| 1836    | 1848    | Jean Baptiste Louis Penent |                          | Maire de Cazères                                                                                            |
|         |         |                            |                          | |
| 1877    | 1883    | D.M. Sicardon              |                          | Docteur-médecin, maire de Cazères                                                                           |
| 1883    | 1895    | Louis Dufaut               | Républicain              | Avocat à Cazères                                                                                            |
| 1895    | 1913    | Alphonse-Pierre Dausseing  | Républicain puis Radical | Maire du Plan                                                                                               |
| 1913    | 1919    | Jean Doméjean              |                          | Négociant à Cazères                                                                                         |
| 1919    | 1928    | Paul Gouzy                 | SFIO                     | Marchand ambulant en tissus, maire de Cazères                                                               |
| 1928    | 1940    | Raymond Laporte            | SFIO                     | Propriétaire, maire de Martres-Tolosane                                                                     |
| 1940    |         |                            |                          | Les conseils d'arrondissement ont été suspendus par la loi du 12 octobre 1940 et n'ont jamais été réactivés |

### Conseillers départementaux après 2015
| Période élective | Période élective | Mandat | Mandat   | Identité        | Nuance | Nuance | Qualité |
| ---------------- | ---------------- | ------ | -------- | --------------- | ------ | ------ | --- |
| 2015             | 2021             | 2015   | 2021     | Sandrine Duarte |        | PS     | Adjointe au maire de Bérat jusqu'en 2020, conseillère municipale de Rieumes                                     |
| 2015             | 2021             | 2015   | 2021     | Christian Sans  |        | PS     | Maire de Boussens Vice-Président de la Commission Permanente, chargé des Routes, des Infrastructures et Réseaux |
| 2021             | 2028             | 2021   | en cours | Sandrine Baylac |        | PS     | Conseillère sortante, conseillère municipale de Rieumes                                                         |
| 2021             | 2028             | 2021   | en cours | Loic Gojard     |        | PS     | Maire de Martres-Tolosane, Président de Haute-Garonne Tourisme, suppléant du député Joël Aviragnet depuis 2024  |

### Résultats détaillés

#### Élections de mars 2015
À l'issue du 1er tour des élections départementales de 2015, trois binômes sont en ballottage : Sandrine Duarte et Christian Sans (PS, 29,18 %), Jennifer Courtois-Périssé et Pierre-Alain Dintilhac (DVD, 28,55 %) et Claude Galiana et Christine Mère (FN, 26,12 %). Le taux de participation est de 57,37 % (18 648 votants sur 32 502 inscrits) contre 52,11 % au niveau départemental et 50,17 % au niveau national.
Au second tour, Sandrine Duarte et Christian Sans (PS) sont élus avec 41,52 % des suffrages exprimés et un taux de participation de 60,46 % (7 813 voix pour 6 435 votants et 4 568 inscrits).

#### Élections de juin 2021
Le premier tour des élections départementales de 2021 est marqué par un très faible taux de participation (33,26 % au niveau national). Dans le canton de Cazères, ce taux de participation est de 42,07 % (14 112 votants sur 33 548 inscrits) contre 36,67 % au niveau départemental. À l'issue de ce premier tour, deux binômes sont en ballottage : Sandrine Baylac et Loic Gojard (Union à gauche, 45,46 %) et Marie-Alice Bertoldo et Guillaume Vives (RN, 21,06 %).
Le second tour des élections est marqué une nouvelle fois par une abstention massive équivalente au premier tour. Les taux de participation sont de 34,36 % au niveau national, 36,26 % dans le département et 42,07 % dans le canton de Cazères. Sandrine Baylac et Loic Gojard (Union à gauche) sont élus avec 72,39 % des suffrages exprimés (9 540 voix pour 14 116 votants et 33 555 inscrits),,.

## Composition

### Composition avant 2015
Le canton de Cazères était composé de 16 communes.
| Nom                   | Code Insee | Codepostal | Superficie (km2) | Population (dernière pop. légale) | Densité (hab./km2) |
| --------------------- | ---------- | ---------- | ---------------- | --------------------------------- | ------------------ |
| Cazères (chef-lieu)   | 31135      | 31220      | 19,55            | 4 883 (2012)                      | 250                |
| Boussens              | 31084      | 31360      | 4,33             | 1 097 (2012)                      | 253                |
| Couladère             | 31153      | 31220      | 2,18             | 436 (2012)                        | 200                |
| Francon               | 31196      | 31420      | 9,54             | 223 (2012)                        | 23                 |
| Lescuns               | 31292      | 31220      | 3,01             | 64 (2012)                         | 21                 |
| Marignac-Laspeyres    | 31318      | 31220      | 12,41            | 206 (2012)                        | 17                 |
| Martres-Tolosane      | 31324      | 31220      | 23,52            | 2 223 (2012)                      | 95                 |
| Mauran                | 31327      | 31220      | 5,09             | 181 (2012)                        | 36                 |
| Mondavezan            | 31349      | 31220      | 21,09            | 847 (2012)                        | 40                 |
| Montberaud            | 31362      | 31220      | 15,87            | 216 (2012)                        | 14                 |
| Montclar-de-Comminges | 31367      | 31220      | 6,45             | 87 (2012)                         | 13                 |
| Palaminy              | 31406      | 31220      | 11,13            | 808 (2012)                        | 73                 |
| Le Plan               | 31425      | 31220      | 8,02             | 490 (2012)                        | 61                 |
| Plagne                | 31422      | 31220      | 4,15             | 94 (2012)                         | 23                 |
| Sana                  | 31530      | 31220      | 2,74             | 224 (2012)                        | 82                 |
| Saint-Michel          | 31505      | 31220      | 15,53            | 321 (2012)                        | 21                 |

### Composition à partir de 2015
Le nouveau canton de Cazères comprend quatre-vingt-onze communes entières.
| Nom                             | Code Insee | Intercommunalité                | Superficie (km2) | Population (dernière pop. légale) | Densité (hab./km2) | Modifier                                    |
| ------------------------------- | ---------- | ------------------------------- | ---------------- | --------------------------------- | ------------------ | ------------------------------------------- |
| Cazères (bureau centralisateur) | 31135      | CC Cœur de Garonne              | 19,55            | 4 818 (2022)                      | 246                | modifier les données · modifier les données |
| Agassac                         | 31001      | CC Cœur et Coteaux du Comminges | 9,58             | 117 (2022)                        | 12                 | modifier les données · modifier les données |
| Alan                            | 31005      | CC Cœur et Coteaux du Comminges | 11,29            | 289 (2022)                        | 26                 | modifier les données · modifier les données |
| Ambax                           | 31007      | CC Cœur et Coteaux du Comminges | 5,95             | 59 (2022)                         | 9,9                | modifier les données · modifier les données |
| Anan                            | 31008      | CC Cœur et Coteaux du Comminges | 13,43            | 265 (2022)                        | 20                 | modifier les données · modifier les données |
| Aulon                           | 31023      | CC Cœur et Coteaux du Comminges | 14,90            | 313 (2022)                        | 21                 | modifier les données · modifier les données |
| Aurignac                        | 31028      | CC Cœur et Coteaux du Comminges | 17,95            | 1 240 (2022)                      | 69                 | modifier les données · modifier les données |
| Bachas                          | 31039      | CC Cœur et Coteaux du Comminges | 2,62             | 89 (2022)                         | 34                 | modifier les données · modifier les données |
| Beaufort                        | 31051      | CC Cœur de Garonne              | 8,51             | 479 (2022)                        | 56                 | modifier les données · modifier les données |
| Benque                          | 31063      | CC Cœur et Coteaux du Comminges | 11,30            | 175 (2022)                        | 15                 | modifier les données · modifier les données |
| Bérat                           | 31065      | CC Cœur de Garonne              | 24,46            | 3 079 (2022)                      | 126                | modifier les données · modifier les données |
| Boissède                        | 31072      | CC Cœur et Coteaux du Comminges | 3,84             | 68 (2022)                         | 18                 | modifier les données · modifier les données |
| Boussan                         | 31083      | CC Cœur et Coteaux du Comminges | 12,45            | 230 (2022)                        | 18                 | modifier les données · modifier les données |
| Boussens                        | 31084      | CC Cœur de Garonne              | 4,33             | 1 108 (2022)                      | 256                | modifier les données · modifier les données |
| Bouzin                          | 31086      | CC Cœur et Coteaux du Comminges | 4,27             | 81 (2022)                         | 19                 | modifier les données · modifier les données |
| Cambernard                      | 31101      | CC Cœur de Garonne              | 8,48             | 496 (2022)                        | 58                 | modifier les données · modifier les données |
| Cassagnabère-Tournas            | 31109      | CC Cœur et Coteaux du Comminges | 25,24            | 467 (2022)                        | 19                 | modifier les données · modifier les données |
| Castelgaillard                  | 31115      | CC Cœur et Coteaux du Comminges | 6,82             | 56 (2022)                         | 8,2                | modifier les données · modifier les données |
| Castelnau-Picampeau             | 31119      | CC Cœur de Garonne              | 11,30            | 226 (2022)                        | 20                 | modifier les données · modifier les données |
| Casties-Labrande                | 31122      | CC Cœur de Garonne              | 8,70             | 95 (2022)                         | 11                 | modifier les données · modifier les données |
| Cazac                           | 31593      | CC Cœur et Coteaux du Comminges | 6,23             | 78 (2022)                         | 13                 | modifier les données · modifier les données |
| Cazeneuve-Montaut               | 31134      | CC Cœur et Coteaux du Comminges | 4,59             | 90 (2022)                         | 20                 | modifier les données · modifier les données |
| Coueilles                       | 31152      | CC Cœur et Coteaux du Comminges | 6,45             | 90 (2022)                         | 14                 | modifier les données · modifier les données |
| Couladère                       | 31153      | CC Cœur de Garonne              | 2,18             | 413 (2022)                        | 189                | modifier les données · modifier les données |
| Eoux                            | 31168      | CC Cœur et Coteaux du Comminges | 9,17             | 131 (2022)                        | 14                 | modifier les données · modifier les données |
| Esparron                        | 31172      | CC Cœur et Coteaux du Comminges | 5,53             | 42 (2022)                         | 7,6                | modifier les données · modifier les données |
| Fabas                           | 31178      | CC Cœur et Coteaux du Comminges | 18,68            | 199 (2022)                        | 11                 | modifier les données · modifier les données |
| Forgues                         | 31189      | CC Cœur de Garonne              | 5,24             | 217 (2022)                        | 41                 | modifier les données · modifier les données |
| Le Fousseret                    | 31193      | CC Cœur de Garonne              | 38,31            | 1 875 (2022)                      | 49                 | modifier les données · modifier les données |
| Francon                         | 31196      | CC Cœur de Garonne              | 9,54             | 239 (2022)                        | 25                 | modifier les données · modifier les données |
| Frontignan-Savès                | 31201      | CC Cœur et Coteaux du Comminges | 2,81             | 67 (2022)                         | 24                 | modifier les données · modifier les données |
| Fustignac                       | 31204      | CC Cœur de Garonne              | 3,96             | 71 (2022)                         | 18                 | modifier les données · modifier les données |
| Goudex                          | 31223      | CC Cœur et Coteaux du Comminges | 2,61             | 40 (2022)                         | 15                 | modifier les données · modifier les données |
| Gratens                         | 31229      | CC Cœur de Garonne              | 15,15            | 763 (2022)                        | 50                 | modifier les données · modifier les données |
| L'Isle-en-Dodon                 | 31239      | CC Cœur et Coteaux du Comminges | 22,58            | 1 622 (2022)                      | 72                 | modifier les données · modifier les données |
| Labastide-Clermont              | 31250      | CC Cœur de Garonne              | 14,58            | 682 (2022)                        | 47                 | modifier les données · modifier les données |
| Labastide-Paumès                | 31251      | CC Cœur et Coteaux du Comminges | 8,04             | 151 (2022)                        | 19                 | modifier les données · modifier les données |
| Lahage                          | 31266      | CC Cœur de Garonne              | 7,65             | 205 (2022)                        | 27                 | modifier les données · modifier les données |
| Latoue                          | 31278      | CC Cœur et Coteaux du Comminges | 17,62            | 306 (2022)                        | 17                 | modifier les données · modifier les données |
| Lautignac                       | 31283      | CC Cœur de Garonne              | 17,77            | 247 (2022)                        | 14                 | modifier les données · modifier les données |
| Lescuns                         | 31292      | CC Cœur de Garonne              | 3,01             | 74 (2022)                         | 25                 | modifier les données · modifier les données |
| Lherm                           | 31299      | CC Cœur de Garonne              | 27,26            | 3 849 (2022)                      | 141                | modifier les données · modifier les données |
| Lilhac                          | 31301      | CC Cœur et Coteaux du Comminges | 7,30             | 136 (2022)                        | 19                 | modifier les données · modifier les données |
| Lussan-Adeilhac                 | 31309      | CC Cœur de Garonne              | 12,62            | 238 (2022)                        | 19                 | modifier les données · modifier les données |
| Marignac-Lasclares              | 31317      | CC Cœur de Garonne              | 10,01            | 476 (2022)                        | 48                 | modifier les données · modifier les données |
| Marignac-Laspeyres              | 31318      | CC Cœur de Garonne              | 12,41            | 199 (2022)                        | 16                 | modifier les données · modifier les données |
| Martisserre                     | 31322      | CC Cœur et Coteaux du Comminges | 6,17             | 66 (2022)                         | 11                 | modifier les données · modifier les données |
| Martres-Tolosane                | 31324      | CC Cœur de Garonne              | 23,52            | 2 388 (2022)                      | 102                | modifier les données · modifier les données |
| Mauran                          | 31327      | CC Cœur de Garonne              | 5,09             | 203 (2022)                        | 40                 | modifier les données · modifier les données |
| Mauvezin                        | 31333      | CC Cœur et Coteaux du Comminges | 4,76             | 85 (2022)                         | 18                 | modifier les données · modifier les données |
| Mirambeau                       | 31343      | CC Cœur et Coteaux du Comminges | 3,96             | 62 (2022)                         | 16                 | modifier les données · modifier les données |
| Molas                           | 31347      | CC Cœur et Coteaux du Comminges | 10,43            | 164 (2022)                        | 16                 | modifier les données · modifier les données |
| Mondavezan                      | 31349      | CC Cœur de Garonne              | 21,09            | 899 (2022)                        | 43                 | modifier les données · modifier les données |
| Monès                           | 31353      | CC Cœur de Garonne              | 2,52             | 88 (2022)                         | 35                 | modifier les données · modifier les données |
| Montastruc-Savès                | 31359      | CC Cœur de Garonne              | 5,75             | 63 (2022)                         | 11                 | modifier les données · modifier les données |
| Montberaud                      | 31362      | CC Cœur de Garonne              | 15,87            | 195 (2022)                        | 12                 | modifier les données · modifier les données |
| Montbernard                     | 31363      | CC Cœur et Coteaux du Comminges | 18,31            | 211 (2022)                        | 12                 | modifier les données · modifier les données |
| Montclar-de-Comminges           | 31367      | CC Cœur de Garonne              | 6,45             | 75 (2022)                         | 12                 | modifier les données · modifier les données |
| Montégut-Bourjac                | 31370      | CC Cœur de Garonne              | 5,52             | 128 (2022)                        | 23                 | modifier les données · modifier les données |
| Montesquieu-Guittaut            | 31373      | CC Cœur et Coteaux du Comminges | 10,06            | 171 (2022)                        | 17                 | modifier les données · modifier les données |
| Montgras                        | 31382      | CC Cœur de Garonne              | 3,99             | 115 (2022)                        | 29                 | modifier les données · modifier les données |
| Montoulieu-Saint-Bernard        | 31386      | CC Cœur et Coteaux du Comminges | 4,83             | 223 (2022)                        | 46                 | modifier les données · modifier les données |
| Montoussin                      | 31387      | CC Cœur de Garonne              | 4,83             | 130 (2022)                        | 27                 | modifier les données · modifier les données |
| Palaminy                        | 31406      | CC Cœur de Garonne              | 11,13            | 772 (2022)                        | 69                 | modifier les données · modifier les données |
| Peyrissas                       | 31414      | CC Cœur et Coteaux du Comminges | 7,82             | 83 (2022)                         | 11                 | modifier les données · modifier les données |
| Peyrouzet                       | 31415      | CC Cœur et Coteaux du Comminges | 4,88             | 81 (2022)                         | 17                 | modifier les données · modifier les données |
| Le Pin-Murelet                  | 31419      | CC Cœur de Garonne              | 12,04            | 166 (2022)                        | 14                 | modifier les données · modifier les données |
| Plagne                          | 31422      | CC Cœur de Garonne              | 4,15             | 95 (2022)                         | 23                 | modifier les données · modifier les données |
| Plagnole                        | 31423      | CC Cœur de Garonne              | 7,24             | 333 (2022)                        | 46                 | modifier les données · modifier les données |
| Le Plan                         | 31425      | CC Cœur de Garonne              | 8,02             | 434 (2022)                        | 54                 | modifier les données · modifier les données |
| Polastron                       | 31428      | CC Cœur de Garonne              | 4,78             | 64 (2022)                         | 13                 | modifier les données · modifier les données |
| Poucharramet                    | 31435      | CC Cœur de Garonne              | 22,53            | 968 (2022)                        | 43                 | modifier les données · modifier les données |
| Pouy-de-Touges                  | 31436      | CC Cœur de Garonne              | 13,79            | 432 (2022)                        | 31                 | modifier les données · modifier les données |
| Puymaurin                       | 31443      | CC Cœur et Coteaux du Comminges | 22,24            | 310 (2022)                        | 14                 | modifier les données · modifier les données |
| Rieumes                         | 31454      | CC Cœur de Garonne              | 30,90            | 3 564 (2022)                      | 115                | modifier les données · modifier les données |
| Riolas                          | 31456      | CC Cœur et Coteaux du Comminges | 2,86             | 55 (2022)                         | 19                 | modifier les données · modifier les données |
| Saint-André                     | 31468      | CC Cœur et Coteaux du Comminges | 18,69            | 241 (2022)                        | 13                 | modifier les données · modifier les données |
| Saint-Araille                   | 31469      | CC Cœur de Garonne              | 6,54             | 125 (2022)                        | 19                 | modifier les données · modifier les données |
| Saint-Élix-le-Château           | 31476      | CC Cœur de Garonne              | 10,52            | 927 (2022)                        | 88                 | modifier les données · modifier les données |
| Saint-Élix-Séglan               | 31477      | CC Cœur et Coteaux du Comminges | 2,86             | 47 (2022)                         | 16                 | modifier les données · modifier les données |
| Saint-Frajou                    | 31482      | CC Cœur et Coteaux du Comminges | 16,61            | 205 (2022)                        | 12                 | modifier les données · modifier les données |
| Saint-Laurent                   | 31494      | CC Cœur et Coteaux du Comminges | 8,39             | 177 (2022)                        | 21                 | modifier les données · modifier les données |
| Saint-Michel                    | 31505      | CC Cœur de Garonne              | 15,53            | 310 (2022)                        | 20                 | modifier les données · modifier les données |
| Sainte-Foy-de-Peyrolières       | 31481      | CC Cœur de Garonne              | 38,02            | 2 093 (2022)                      | 55                 | modifier les données · modifier les données |
| Sajas                           | 31520      | CC Cœur de Garonne              | 5,00             | 105 (2022)                        | 21                 | modifier les données · modifier les données |
| Salherm                         | 31522      | CC Cœur et Coteaux du Comminges | 5,87             | 64 (2022)                         | 11                 | modifier les données · modifier les données |
| Samouillan                      | 31529      | CC Cœur et Coteaux du Comminges | 5,33             | 110 (2022)                        | 21                 | modifier les données · modifier les données |
| Sana                            | 31530      | CC Cœur de Garonne              | 2,74             | 239 (2022)                        | 87                 | modifier les données · modifier les données |
| Savères                         | 31538      | CC Cœur de Garonne              | 10,71            | 213 (2022)                        | 20                 | modifier les données · modifier les données |
| Sénarens                        | 31543      | CC Cœur de Garonne              | 6,93             | 118 (2022)                        | 17                 | modifier les données · modifier les données |
| Terrebasse                      | 31552      | CC Cœur et Coteaux du Comminges | 9,56             | 139 (2022)                        | 15                 | modifier les données · modifier les données |
| Canton de Cazères               | 3106       |                                 | 985,10           | 43 986 (2022)                     | 45                 | modifier les données                        |

## Démographie

### Démographie avant 2015
| 1962  | 1968  | 1975  | 1982  | 1990  | 1999  | 2006   | 2011   | 2012   |
| ----- | ----- | ----- | ----- | ----- | ----- | ------ | ------ | ------ |
| 8 533 | 8 890 | 8 693 | 8 672 | 8 804 | 8 888 | 10 690 | 12 253 | 12 400 |

### Démographie depuis 2015
En 2022, le canton comptait 43 986 habitants, en évolution de +1,04 % par rapport à 2016 (Haute-Garonne : +8,02 %, France hors Mayotte : +2,11 %).
| 2013   | 2018   | 2022   |
| ------ | ------ | ------ |
| 42 947 | 43 629 | 43 986 |